# Chōsokabe Chikatada
Chōsokabe Chikatada est un nom japonais traditionnel ; le nom de famille (ou le nom d'école), Chōsokabe, précède donc le prénom (ou le nom d'artiste).
Chōsokabe Chikatada (津野 親忠, 1572-1600), est un samouraï de la période Azuchi-Momoyama, troisième fils de Chōsokabe Motochika du clan Chōsokabe, daimyo de la province de Tosa. Frère de Chōsokabe Nobuchika et de Chōsokabe Chikakazu, il est adopté par Tsuno Katsuoki après la bataille de Sekigahara (1600) et baptisé Tsuno Chikatada.

## Source de la traduction
- (it) Cet article est partiellement ou en totalité issu de l’article de Wikipédia en italien intitulé « Chōsokabe Chikatada » (voir la liste des auteurs).